# SMS Zenta
SMS Zenta byl chráněný křižník rakousko-uherského námořnictva, první loď tříčlenné třídy Zenta. Jejími sesterskými loděmi byly SMS Aspern a SMS Szigetvár. Na vodu byla loď spuštěna 18. srpna 1897, v roce 1912 byla přestavěna. Jejím konstruktérem byl český loďařský inženýr Kuchyňka. Během své služby loď podnikla dvě dlouhé zámořské plavby, podílela se na potlačení Boxerského povstání v Číně a nakonec byla, na samém počátku první světové války, potopena poblíž černohorského přístavu Bar v bitvě s nepoměrně silnějším protivníkem.

## Konstrukce

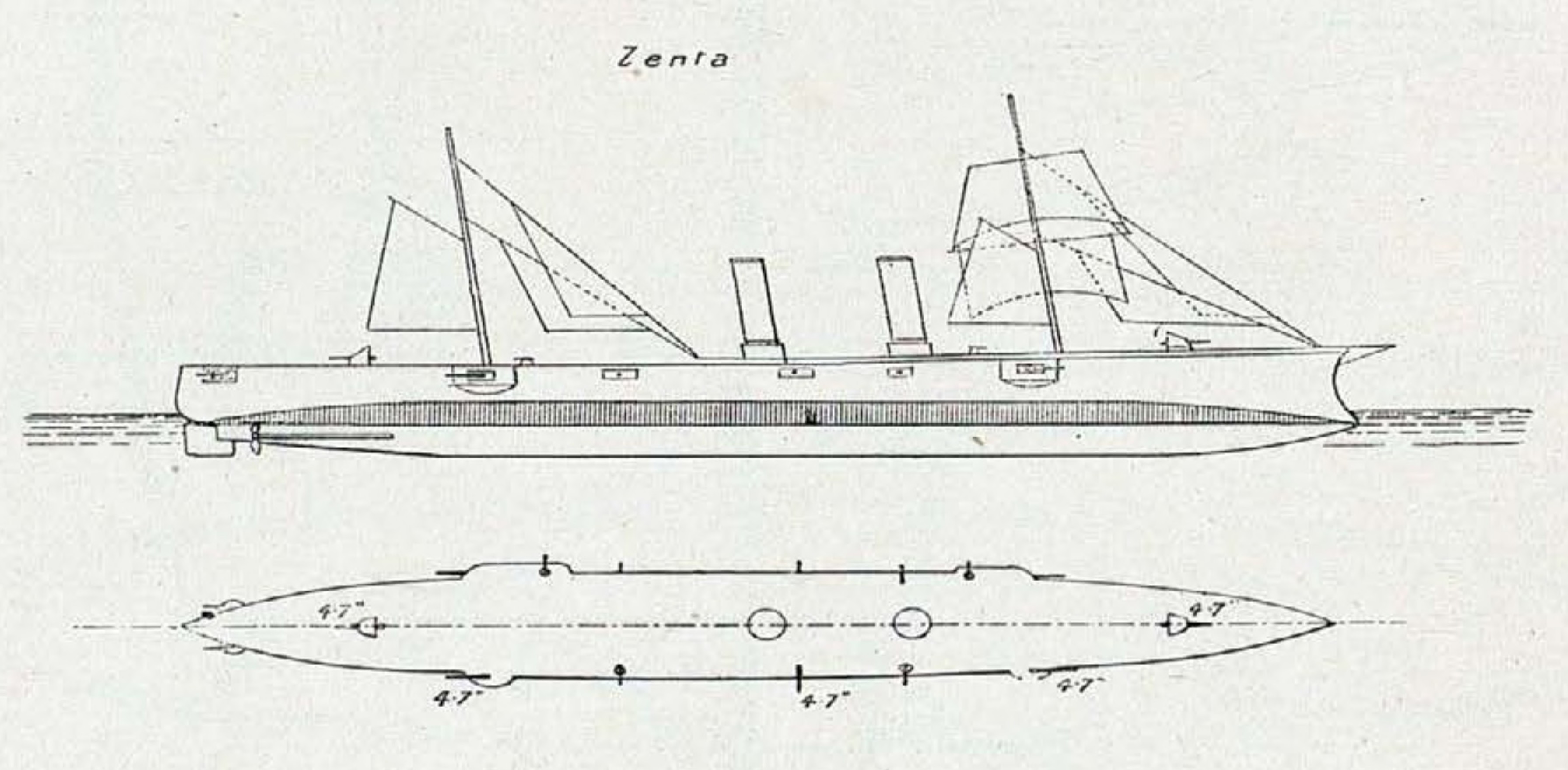
Nákres křižníku SMS Zenta

Loď měla hladkou palubu, dva komíny a dva stěžně. Veškerou dělovou výzbroj lodi dodala Škoda Plzeň. Zenta nesla osm 120mm děl, deset 47mm děl a dva torpédomety. Pancéřová paluba lodi měla sílu 50 mm. Loď poháněly dva parní stroje s kotly Yarrow. Měla dva lodní šrouby a rychlost 20 uzlů.

## Operační nasazení
Po svém zařazení do služby byla Zenta odeslána na cestu do východní Asie ze které se vrátila až v roce 1902. Během této plavby byla jednou z rakousko-uherských lodí, které se podílely na potlačení Boxerského povstání v Číně. V letech 1902–1903 pak podnikla další zámořskou plavbu, tentokrát do Afriky a Jižní Ameriky.
Zenta se stala obětí pokusu Rakousko-Uherska provést, po vypuknutí první světové války, blokádu pobřeží Černé Hory. Blokáda byla vyhlášena 10. srpna 1914 (avšak Zenta spolu se Szigetvárem ostřelovala černohorské město Bar již 9. srpna), země však neměla dostatek sil ji dlouhodobě udržet, protože do války vstoupily také Francie a Velká Británie. Zatímco tedy rakousko-uherské lodě hlídkovaly u černohorského pobřeží, blížila se k nim silná francouzská a britská námořní eskadra, čítající dohromady 17 lodí, která měla za úkol blokádu prolomit. Zahrnovala například francouzské dreadnoughty Courbet, Jean Bart, dvě eskadry predreadnoughtů a eskadru britských pancéřových křižníků.

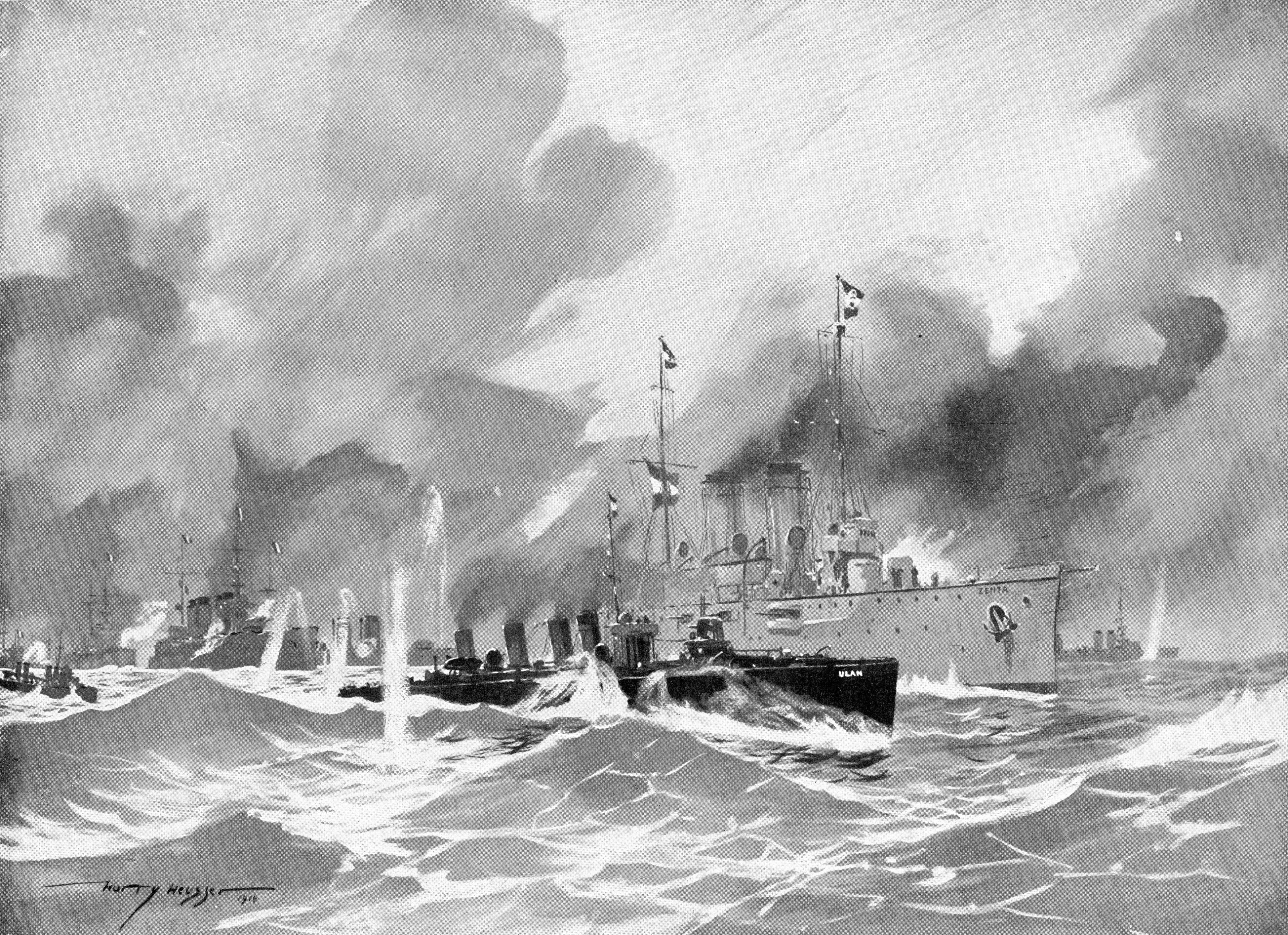
SMS Zenta a SMS Ulan v boji 16. srpna 1914 – malba Harry Heussera. Obraz zachycuje scénu, která se nestala: v okamžiku zahájení palby byl již Ulan na cestě do Kotoru daleko před Zentou.

Dne 16. srpna 1914 se tato eskadra přiblížila do oblasti, kde hlídkovala Zenta společně s torpédoborcem SMS Ulan. Dohodová plavidla odřízla rakousko-uherské dvojici ústup. Když se kapitán Zenty Paul Pachner rozhodl bojovat navzdory drtivé nepřátelské přesile, byla jeho loď poblíž přístavu Bar potopena. Torpédoborci Ulan (velitel korv. kpt. Panfili) se díky mnohem vyšší rychlosti podařilo uniknout.
Poslední boj Zenty patří k legendám rakousko-uherského námořnictva. Přestože francouzští a britští dělostřelci žádné oslnivé výkony nepředvedli, rakouský křižník byl brzy zasažen těžkým granátem do přední kotelny. Střepiny prorazily hlavní parovod a usmrtily obsluhu, takže loď se ocitla bez chodu. Očití svědkové potvrdili, že její dělostřelci pálili ještě v době, kdy se rozstřílená loď potápěla. Z 312 mužů jich přežilo pouze 139, mimo jiné i z toho důvodu, že Francouzi nezachraňovali topící se námořníky a ti měli v silných protiproudech problém doplavat ke břehu. Šanci zachovat si život tak měli jen zdraví nebo jen lehce ranění muži. Francouzský velící admirál Boué de Lapeyrère sice záchranu trosečníků výslovně nařídil, ale vinou zmatků při předávání signálů mezi dohodovými plavidly jej nikdo neposlechl.
Zkáza křižníku Zenta byla koncem blokády Černé Hory a naopak počátkem zablokování Rakousko-uherského loďstva v Jaderském moři, které trvalo až do konce války. V následujících letech ho opouštěly již jen ponorky, kterým ale operace ztěžovala Dohodou vybudovaná protiponorková bariéra v Otrantském průlivu.
Přes mnohonásobnou přesilu spojených loďstev Francie, Velké Británie a Itálie však zůstala rakousko-uherská marína velmi aktivní, až od samého konce války vedla úspěšné útočné i obranné akce a ve srovnání se silnějším protivníkem utrpěla relativně malé ztráty.